# Espai Subirachs
El Espai Subirachs (Espacio Subirachs) es un museo ubicado en Barcelona, dedicado a la obra del artista Josep Maria Subirachs. Se encuentra en un local de propiedad privada en la calle Batista, en el barrio del Pueblo Nuevo (distrito de San Martín). Abrió sus puertas el 27 de mayo de 2017.

## El artista

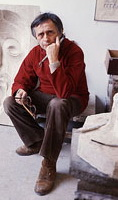
Subirachs fotografiado por Manel Armengol en su estudio de la Sagrada Familia (abril de 1987)

Josep Maria Subirachs (Barcelona, 11 de marzo de 1927-ibídem, 7 de abril de 2014) fue escultor, pintor, grabador, escenógrafo y crítico de arte. Fue uno de los escultores españoles contemporáneos con más prestigio internacional, como puede verse en sus múltiples galardones y reconocimientos recibidos, así como en la presencia de su obra en numerosos museos y lugares públicos de ciudades de todo el mundo, principalmente Barcelona. También participó en una gran cantidad de exposiciones tanto colectivas como individuales, en museos y galerías públicas y privadas.
Artista polifacético, Subirachs destacó especialmente en la escultura, pero también en otras técnicas como la pintura, el dibujo, el grabado, el cartel, el tapiz, la ilustración de libros, el diseño de joyas y la acuñación de medallas. También realizó numerosas escenografías para prestigiosos montajes de obras de teatro y ballet. Igualmente, ejerció de profesor de arte y, en el terreno teórico, como escritor y colaborador en revistas y periódicos, crítico de arte y conferenciante en universidades y academias de todo el mundo. En su larga trayectoria pasó por diversas fases —mediterránea, expresionista, abstracta, nueva figuración—, períodos casi siempre caracterizados por las formas geométricas, las líneas rectas y angulosas, y las texturas rugosas.

## El museo
En 2001, Subirachs y la Obra Social de Caixa Penedès acordaron la creación de un museo de sus obras en la calle de la Princesa, 21 de Barcelona, muy cerca del Museo Picasso. El proyecto, obra de los arquitectos Ramón Sanabria y Lodia Planas, contaba con 4.000 m² distribuidos en dos plantas subterráneas, planta baja y cinco pisos. Sin embargo, las dificultades económicas y administrativas lo retrasaron, y en 2012 se descartó definitivamente.
Finalmente, la familia del artista creó su propio museo, inaugurado el 27 de mayo de 2017 y dirigido por Judit Subirachs Burgaya, historiadora del arte. Cuenta con unos 300 m², y en él se exponen un centenar de obras. Además de esculturas de diversos materiales, se exponen bocetos, dibujos, pinturas, grabados, litografías, carteles, medallas y joyas, así como material documental y una videoproyección de su trayectoria. A través de un recorrido cronológico se puede seguir la prolífica y extensa trayectoria del artista y redescubrir una amplia y polifacética producción que a menudo ha quedado algo eclipsada por la popularidad de su intervención en la fachada de la Pasión del Templo Expiatorio de la Sagrada Familia.[cita requerida]